# Usina Solar Malta
A Usina Solar Malta, ou Usina Fotovoltaica Malta, é uma usina solar fotovoltaica localizada na cidade de Malta, estado da Paraíba, com capacidade instalada de 27,2 MW e 31,59 MW de potência pico. A usina pertence ao Complexo Fotovoltaico Angico e Malta, a qual a Usina Solar Angicos I também pertence, de posse da SPE Malta Energias Renováveis.

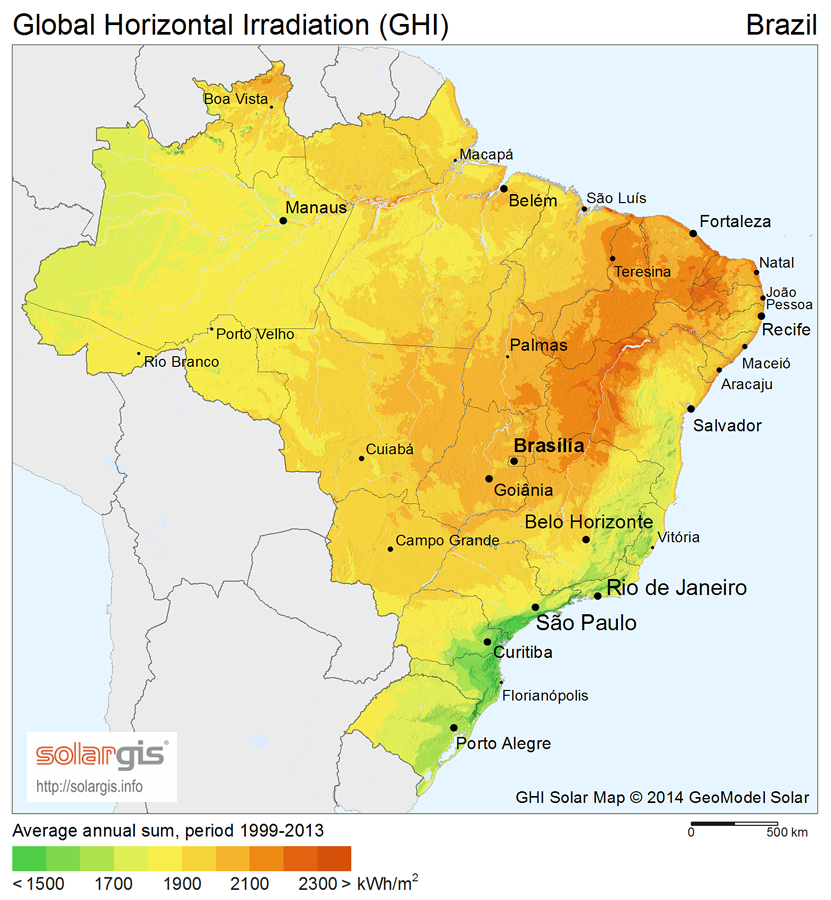
Mapa do Potencial solar do Brasil.

A usina fotovoltaica entrou em operação comercial no segundo semestre de 2018, após instalação das 8 unidades geradoras (eletrocentros) de 3,4 MW cada. Cada eletrocentro possui 2 inversores WEG de 1,7 MW, resultando em um total de 16 inversores na central fotovoltaica. A energia produzida no Complexo Solar é suficiente para abastecer aproximadamente um milhão de habitantes.

## Histórico
A cidade de Malta localiza-se no Sertão da Paraíba, a mais de 300 quilômetros de João Pessoa, a capital do estado, em uma região de alta incidência solar (entre as mais altas do Brasil), com mais de 3200 horas anuais de insolação.  Vale ressaltar também que o nordeste se encontra bem próximo a linha do equador e possui uma Radiação Global média (em kWh/m²) de 5,9. No geral o Brasil possui um grande potencial para captação de energia solar, porém que é pouco aproveitado, cerca de apenas 0,02%. Segundo o Atlas Brasileiro de Energia Solar, que foi o responsável por fazer uma pesquisa, ele afirma que o nordeste é a maior área com radiação nesse quesito.
O leilão de energia reserva que garantiu a construção da Usina Solar Malta, juntamente com outras 2 usinas, foi realizado em agosto de 2015. Essas usinas foram arrematadas pela empresa multinacional Conergy, com sede na Alemanha, que previu investir R$300 milhões na construção das duas usinas, o equivalente a quase 10 vezes o PIB do município.
A Conergy estava prevista para instalar dois parques solares na Paraíba no primeiro semestre de 2017. A companhia ganhou os projetos após apostar R$296 (82,27 dolares / 73,58 euros) por MWh no leilão da Câmara de Comercialização de Energia Elétrica em agosto de 2015.
A Conergy é uma empresa multinacional de energia renovável sediada em Singapura. Foi fundada em Hamburg, na Alemanha em 2000 e se especializa no desenvolvimento, operação e manutenção de usinas fotovoltaicas e componentes de usina.
Em Junho de 2013 foi adquirida pelo grupo privado americano Kawa Capital Management e em 2015, via leilão junto à Câmara de Comercialização de Energia Elétrica e à Agência Nacional de Energia Elétrica adquiriu o projeto de Malta por um investimento de R$ 121 258 000,00 e R$ 296 pelo MWh. A mesma possuía  no planejamento uma Potência (MW) de 27,00, entretanto, mais precisamente, a Potência Final Instalada C.C. (MWp) foi de 28,782. Também constam no edital 08/2015 07.º Leilão de Energia de Reserva que a mesma possui uma Garantia Física (MWm) de 6,700 e teve cerca de 67 lotes contratados ao total. Sendo assim, o total (MWh) foi de 1 174 644,000 com um fator de capacidade igual a 24,8%.

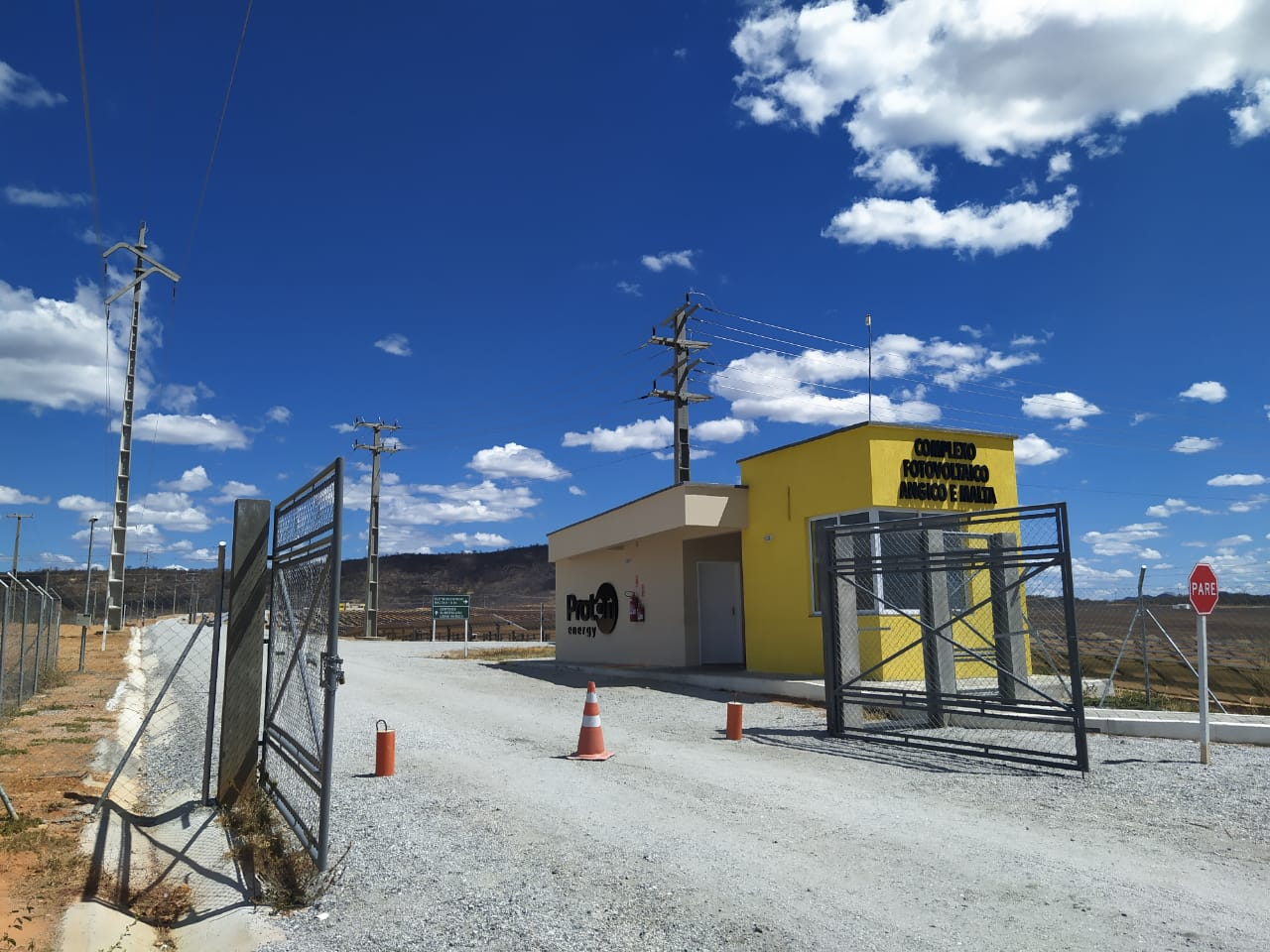
Entrada do Complexo Fotovoltaico Angico e Malta

O Ministério de Minas e Energia (MME) autorizou, no final do ano de 2019, as usinas de geração fotovoltaica Malta e Angicos 1, ambas localizadas na cidade de Malta, como projetos prioritários. Ambas as usinas, integram o Complexo Solar Malta, de posse da SPE Malta Energias Renováveis, sociedade empresária anônima, com sede e foro em São Paulo (SP),constituída em 18 de dezembro de 2015, mantendo-se sem movimentação até 2016, o empreendimento iniciou suas operações em setembro de 2018 com a finalização da construção da usina , e da SPE Angico Energias Renováveis, ambas controladas pelos Fundos de Investimentos Prisma Hélios de infraestrutura e multiestratégia, em proporções de 58,34% e 41,66%. Os ativos encontram-se em operação comercial desde dezembro de 2018.
A empresa brasileira WEG é a fornecedora de todo o sistema para construção do empreendimento. A empresa é uma das maiores fabricantes de equipamentos elétricos do mundo, atuando nas áreas de comando e proteção, variação de velocidade, automação de processos industriais, geração e distribuição de energia e tintas e vernizes industriais, entre outros produtos. Além disso, A WEG foi selecionada como a melhor empresa do segmento Mecânica e Metalurgia, no anuário Época Negócios 360.º de 2013. A empresa ainda administra a usina de Coremas I, Coremas II, Coremas III, Esmeralda (PE) e Sobrado(BA). Ao todo, essas usinas irão gerar um total de 479,8 GWh ao ano, energia suficiente para abastecer mais de 200 mil residências e evitar o lançamento de 780,2 mil toneladas de CO2 ao ano na atmosfera. Em instalações residenciais, comerciais e industriais de pequeno e médio porte, a WEG já forneceu quatro mil sistemas solares por meio de sua rede de integradores, apenas em 2018.
Para todos os contratos a WEG também fornece os módulos, rastreadores, VFDs, transformadores, cubículos, subestações e toda a engenharia de integração e software aplicativo para as plantas. Além do fornecimento de EPC (engenharia, suprimentos e construção), a empresa também está encarregada de realizar os serviços de O & M (operação e manutenção) das usinas e subestações. Como afirma João Paulo Gualberto da Silva, diretor de Novas Energias da WEG, o desempenho do negócio de energia solar ganhou considerável importância dentro da área de geração, transmissão e distribuição da empresa e a expectativa é positiva para os próximos anos. “Entre os últimos leilões realizados para fontes de energia renováveis, os mais atrativos foram os relacionados à energia solar, por isso estamos muito otimistas com os novos projetos nessa área de negócios”,afirma João Paulo.
Em 2018 a empresa WEG foi reconhecida pelo fornecimento para obras de infraestrutura e energia solar no 12.º Prêmio MasterInstal, promovido anualmente pelo SINDINSTALAÇÃO – Sindicato da Indústria de Instalação, e pela ABRINSTAL – Associação Brasileira pela Conformidade e Eficiência das Instalações. Em conjunto com empresas parceiras, a WEG foi destaque pelo fornecimento de equipamentos para duas obras: o Edifício Serendipity, localizado em Balneário Camboriú (SC), e o Complexo Fotovoltaico de Angico e Malta, localizado na Paraíba. Segundo o Diretor de Vendas da WEG Automação, Paulo Roberto Krüger, “o prêmio é um importante reconhecimento da qualidade e da confiabilidade das soluções, que garantem o perfeito funcionamento dos sistemas.” Com os novos contratos no País, a companhia consolida-se como uma das principais fornecedoras de produtos e soluções para usinas solares do País.

## Mão de obra
A usina é composta por 5 profissionais da área elétrica, 2 profissionais na área administrativa e 4 profissionais na área de serviços gerais.

## Operação
A empresa será controlada pela Malta Solar Energia SPE Ltda, o início de suas operações comerciais de venda de energia ocorreu em outubro de 2018. A usina possui uma capacidade de geração anual de aproximadamente 60 000 MWh. Em 2021, a central fotovoltaica espera faturar, um montante de 21,9 milhões de reais, levando em consideração o PPA (Power Purchase Agreement) de R$ 365 / MWh e a produção anual da usina.

## Descrição do projeto da usina
A área do parque é de aproximadamente 192 000 hectares. Para a criação dos grandes parques solares de Angico I e Malta foram retirados cerca de 34 000 m³ de rochas.
Cerca de 400 000 m³ de corte na terraplanagem feitas por dezenas de máquinas. Mais de 6 500 L de óleo Diesel foram consumidos pelas máquinas durante o processo.Cerca de 27 000 m³ de concreto usinado foram utilizados nas obras. Aproximadamente 137 000 m de eletroduto corrugado utilizado. Cerca de 19 000 m de valas de drenagem foram feitas. Cerca de 160 000 m de cabo BT e 1 000 km de cabo Solar.

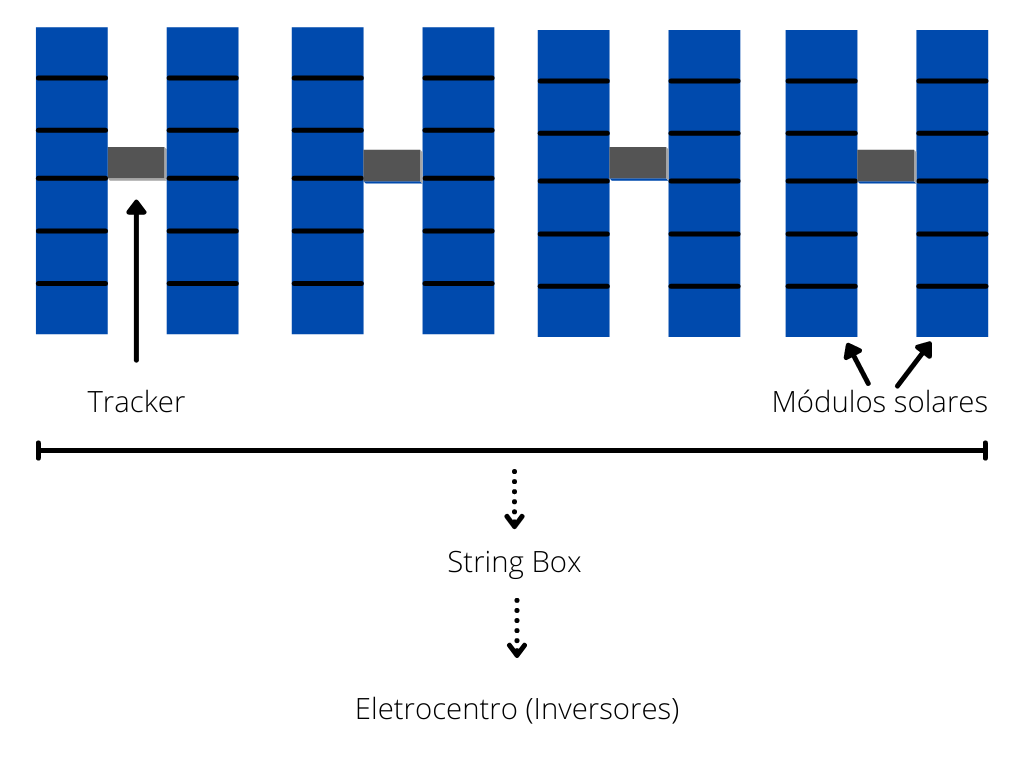
Esquema explicativo

Levando em consideração apenas a usina solar de Malta, obtemos um total de 96 390 módulos solares instalados (placas solares), 765 trackers (equipamento rotativo para máximo aproveitamento do recurso solar) e 1 string box para cada 4 conjuntos de trackers, cada conjunto de tracker é composto por 126 módulos solares. Esquema explicativo ao lado.

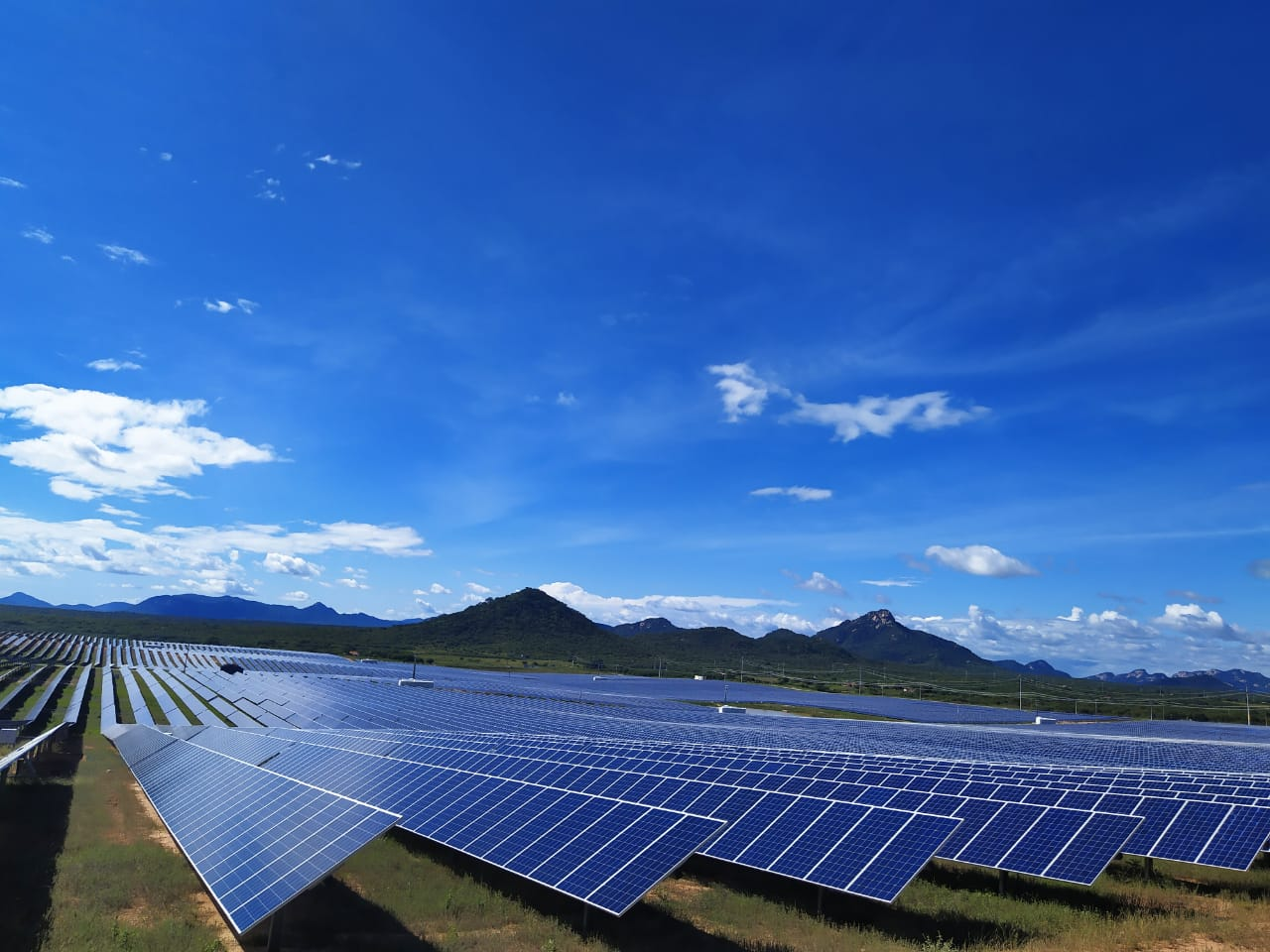
Módulos solares da Usina Fotovoltaica Malta

Segundo dados da fornecedora de materiais, para a viabilização do complexo foram utilizado os seguintes itens:
- Montagem de 2 756 trackers;
- Abertura e fechamento de valas;
- Lançamentos de dutos corrugados tipo Kanaflex.
- Instalação elétrica de 120 960 módulos e 4 032 trackers;
- Instalação de 16 eletro centros;
- Instalação de 16 transformadores tipo Pad Mounted 34,5kV;
- Comissionamento e startup;
- Parâmetro de grandeza:
  - 196 000 módulos;
  - 2 756 trackers;
  - 1 140 000 metros de cabos instalados;
  - Potência de 63 MWp;
  - 8 unidades geradoras